# شفز تیبل
شِفز تِـیبل (انگلیسی: Chef's Table؛ معنایِ تحت‌اللفظی: میز سرآشپز) یک مجموعهٔ تلویزیونی مستند آمریکایی است که توسط دیوید گلب ساخته شده و نخستین بار در ۲۶ آوریل ۲۰۱۵ در نتفلیکس به نمایش درآمد. تمرکز هر اپیزود بر روی یک سرآشپزهای بین‌المللی مشهور و موفق و کاوش در زندگی منحصر به فرد، استعدادها و علایق‌شان است که بر سبک آشپزی آنها تأثیر می‌گذارد و همچنین فلسفه‌های شخصی و رویکرد آنها به آشپزی را بررسی می‌کند. این سریال نامزد و برندهٔ دریافت جوایز مختلفی از جمله ۸ نامزدی جایزهٔ امی شده‌است و ۶ فصل و ۳ اسپین‌آف دارد.

## قسمت‌ها
| شمارهٔ فصل       | قسمت‌ها | قسمت‌ها | تاریخ اصلی پخش  | تاریخ اصلی پخش  |
| --------------- | ------ | ------ | --------------- | --------------- |
| ۱               | ۶      | ۶      | ۲۶ آوریل ۲۰۱۵   | ۲۶ آوریل ۲۰۱۵   |
| ۲               | ۶      | ۶      | ۲۷ مه ۲۰۱۶      | ۲۷ مه ۲۰۱۶      |
| فرانسه          | ۴      | ۴      | ۲ سپتامبر ۲۰۱۶  | ۲ سپتامبر ۲۰۱۶  |
| ۳               | ۶      | ۶      | ۱۷ فوریه ۲۰۱۷   | ۱۷ فوریه ۲۰۱۷   |
| کیک و شیرینی‌پزی | ۴      | ۴      | ۱۳ آوریل ۲۰۱۸   | ۱۳ آوریل ۲۰۱۸   |
| ۵               | ۴      | ۴      | ۲۸ سپتامبر ۲۰۱۸ | ۲۸ سپتامبر ۲۰۱۸ |
| ۶               | ۴      | ۴      | ۲۲ فوریه ۲۰۱۹   | ۲۲ فوریه ۲۰۱۹   |
| باربیکیو        | ۴      | ۴      | ۲ سپتامبر ۲۰۲۰  | ۲ سپتامبر ۲۰۲۰  |
| پیتزا           | ۶      | ۶      | ۷ سپتامبر ۲۰۲۲  | ۷ سپتامبر ۲۰۲۲  |

### فصل اول (۲۰۱۵)
| شم. کلی | شم. در فصل | سرآشپز         | رستوران                                                                                 | کارگردان     | تاریخ پخش اصلی |
| ------- | ---------- | -------------- | --------------------------------------------------------------------------------------- | ------------ | -------------- |
| ۱       | ۱          | ماسیمو بوتورا  | اوستریا فرانچسکانا در مودنا، ایتالیا                                                    | دیوید گلب    | ۲۶ آوریل ۲۰۱۵  |
| ۲       | ۲          | دن باربر       | بلو هیل در نیویورک و بلو هیل در استون بارنز واقع در پوکانتیکو هیلز، ایالات متحده آمریکا | کِلی جتر      | ۲۶ آوریل ۲۰۱۵  |
| ۳       | ۳          | فرانسیس مالمان | پاتاگونیا سور در بوئنوس آیرس، آرژانتین                                                  | کِلی جتر      | ۲۶ آوریل ۲۰۱۵  |
| ۴       | ۴          | نیکی ناکایاما  | ان/ناکا در لس آنجلس، ایالات متحده آمریکا                                                | اندرو فرید   | ۲۶ آوریل ۲۰۱۵  |
| ۵       | ۵          | بن شوری        | آتیکا در ملبورن، استرالیا                                                               | برایان مک‌گین | ۲۶ آوریل ۲۰۱۵  |
| ۶       | ۶          | ماگنوس نیلسون  | فَـویکِن در یارپن، سوئد                                                                   | برایان مک‌گین | ۲۶ آوریل ۲۰۱۵  |

### فصل دوم (۲۰۱۶)
| شم. کلی | شم. در فصل | سرآشپز        | رستوران                                         | کارگردان     | تاریخ پخش اصلی |
| ------- | ---------- | ------------- | ----------------------------------------------- | ------------ | -------------- |
| ۷       | ۱          | گرَنت اَکِتز     | آلینیا در شیکاگو، ایالات متحده آمریکا           | برایان مک‌گین | ۲۷ مه ۲۰۱۶     |
| ۸       | ۲          | آلکس آتالا    | دی.او.ام. در سائو پائولو، برزیل                 | کِلی جتر      | ۲۷ مه ۲۰۱۶     |
| ۹       | ۳          | دومینیک کِرِن   | آتلیه کِرِن در سان فرانسیسکو، ایالات متحده آمریکا | اندرو فرید   | ۲۷ مه ۲۰۱۶     |
| ۱۰      | ۴          | انریکه اولبرا | پوژول در مکزیکوسیتی، مکزیک                      | کِلی جتر      | ۲۷ مه ۲۰۱۶     |
| ۱۱      | ۵          | آنا رُش        | هیشا فرانکو در کوبارید، اسلوونی                 | اَبیگیل فولر  | ۲۷ مه ۲۰۱۶     |
| ۱۲      | ۶          | گاگان آناند   | گاگان در بانکوک، تایلند                         | دیوید گلب    | ۲۷ مه ۲۰۱۶     |

### شفز تیبل: فرانسه (۲۰۱۶)
نخستین اسپین‌آف تحت عنوانِ شفز تیبل: فرانسه در ۱ سپتامبر ۲۰۱۶ پخش شد.
| شم. کلی | شم. در فصل | سرآشپز          | رستوران                           | کارگردان   | تاریخ پخش اصلی |
| ------- | ---------- | --------------- | --------------------------------- | ---------- | -------------- |
| ۱۳      | ۱          | آلن پاسار       | آرپژ در پاریس، فرانسه             | دیوید گلب  | ۲ سپتامبر ۲۰۱۶ |
| ۱۴      | ۲          | الکساندر کوئیون | مارین در نوآرموتیه-آن-لیل، فرانسه | کِلی جتر    | ۲ سپتامبر ۲۰۱۶ |
| ۱۵      | ۳          | آدولین گراتار   | یام‌چا در پاریس، فرانسه            | اَندرو فرید | ۲ سپتامبر ۲۰۱۶ |
| ۱۶      | ۴          | میشل ترواگرو    | کلبه ترواگرو در روآن، فرانسه      | دیوید گلب  | ۲ سپتامبر ۲۰۱۶ |

### فصل سوم (۲۰۱۷)
| شم. کلی | شم. در فصل | سرآشپز                | رستوران                                                                      | کارگردان     | تاریخ پخش اصلی |
| ------- | ---------- | --------------------- | ---------------------------------------------------------------------------- | ------------ | -------------- |
| ۱۷      | ۱          | جیانگ کوان            | چونجینام هرمیتاژ در بگیانگسا واقع در شهرستان جانگسئونگ، کرهٔ جنوبی            | دیوید گلب    | ۱۷ فوریه ۲۰۱۷  |
| ۱۸      | ۲          | ولادیمیر موخین        | وایت ربیت در مسکو، روسیه                                                     | برایان مک‌گین | ۱۷ فوریه ۲۰۱۷  |
| ۱۹      | ۳          | نانسی سیلورتون        | اوستریا موزا در لس آنجلس، ایالات متحده آمریکا                                | اَندرو فرید   | ۱۷ فوریه ۲۰۱۷  |
| ۲۰      | ۴          | ایوان اورکین          | ایوان رامن در توکیو، ژاپن (بسته شد) و همچنین در نیویورک، ایالات متحده آمریکا | دیوید گلب    | ۱۷ فوریه ۲۰۱۷  |
| ۲۱      | ۵          | تیم رائوئه            | رستوران تیم رائوئه در برلین، آلمان                                           | اَبیگیل فولر  | ۱۷ فوریه ۲۰۱۷  |
| ۲۲      | ۶          | بیرخیلیو مارتینس ولیس | سنترال رستورانته در لیما، پرو                                                | کِلی جتر      | ۱۷ فوریه ۲۰۱۷  |

### شفز تیبل: کیک و شیرینی‌پزی (۲۰۱۸)
| شم. کلی | شم. در فصل | سرآشپز        | رستوران                                  | کارگردان     | تاریخ پخش اصلی |
| ------- | ---------- | ------------- | ---------------------------------------- | ------------ | -------------- |
| ۲۳      | ۱          | کریستینا تسی  | میلک بار در نیویورک، ایالات متحده آمریکا | اَندرو فرید   | ۱۳ آوریل ۲۰۱۸  |
| ۲۴      | ۲          | کورادو آسنتسا | کافه سیسیلیا در نوتو، ایتالیا            | برایان مک‌گین | ۱۳ آوریل ۲۰۱۸  |
| ۲۵      | ۳          | ژردی رکا      | سِلِر د کان روکا در خیرونا، اسپانیا        | دیوید گلب    | ۱۳ آوریل ۲۰۱۸  |
| ۲۶      | ۴          | ویل گلدفارب   | روم ۴ دِزرت در اوبود، اندونزی             | برایان مک‌گین | ۱۳ آوریل ۲۰۱۸  |

### فصل پنجم (۲۰۱۸)
| شم. کلی | شم. در فصل | سرآشپز            | رستوران                                              | کارگردان    | تاریخ پخش اصلی  |
| ------- | ---------- | ----------------- | ---------------------------------------------------- | ----------- | --------------- |
| ۲۷      | ۱          | کریستینا مارتینِـس | ساوث فیلی بارباکوآ در فیلادلفیا، ایالات متحده آمریکا | اَبیگیل فولر | ۲۸ سپتامبر ۲۰۱۸ |
| ۲۸      | ۲          | موسی دائدِویرن     | چیا در استانبول، ترکیه                               | کِلی جتر     | ۲۸ سپتامبر ۲۰۱۸ |
| ۲۹      | ۳          | بو سونگویساوا     | بو. یان در بانکوک، تایلند                            | اَندرو فرید  | ۲۸ سپتامبر ۲۰۱۸ |
| ۳۰      | ۴          | آلبرت آدریا       | تیکتز در بارسلون، اسپانیا                            | جیم گلدبلوم | ۲۸ سپتامبر ۲۰۱۸ |

### فصل ششم (۲۰۱۹)
| شم. کلی | شم. در فصل | سرآشپز      | رستوران                                                | کارگردان       | تاریخ پخش اصلی |
| ------- | ---------- | ----------- | ------------------------------------------------------ | -------------- | -------------- |
| ۳۱      | ۱          | ماشاما بیلی | گِـرِی در ساوانا، جورجیا، ایالات متحده آمریکا            | اَبیگیل فولر    | ۲۲ فوریه ۲۰۱۹  |
| ۳۲      | ۲          | داریو چکینی | سولوچیچا در گرِوِه این کیانتی، توسکانی، ایتالیا          | جیم گلدبلوم    | ۲۲ فوریه ۲۰۱۹  |
| ۳۳      | ۳          | عاصمه خان   | دارجیلینگ اکسپرس در لندن، بریتانیا                     | ضیا مَـندوی‌والا | ۲۲ فوریه ۲۰۱۹  |
| ۳۴      | ۴          | شان براک    | هاسک در چارلستون، کارولینای جنوبی، ایالات متحده آمریکا | کِلی جتر        | ۲۲ فوریه ۲۰۱۹  |

### شفز تیبل: باربیکیو (۲۰۲۰)
دومین اسپین‌آف تحتِ عنوانِ شفز تیبل: باربیکیو در ۲ سپتامبر ۲۰۲۰ منتشر شد.
| شم. کلی | شم. در فصل | سرآشپز          | رستوران                                                        | کارگردان       | تاریخ پخش اصلی |
| ------- | ---------- | --------------- | -------------------------------------------------------------- | -------------- | -------------- |
| ۳۵      | ۱          | توتسی تامنتز    | اسنوز باربیکیو در لکسینگتون، ایالات متحده آمریکا               | ضیا مَـندوی‌والا | ۲ سپتامبر ۲۰۲۰ |
| ۳۶      | ۲          | لنوکس هیستی     | فایردور در سیدنی، استرالیا                                     | برایان مک‌گین   | ۲ سپتامبر ۲۰۲۰ |
| ۳۷      | ۳          | رادنی اسکات     | رادنی اسکاتز هول هاگ باربیکیو در چارلستون، ایالات متحده آمریکا | کِلی جتر        | ۲ سپتامبر ۲۰۲۰ |
| ۳۸      | ۴          | روسالیا چای چوک | کُنچیتا پیبیل در یاخونا، مکزیک                                  | ضیا مَـندوی‌والا | ۲ سپتامبر ۲۰۲۰ |

### شفز تیبل: پیتزا (۲۰۲۲)
سومین اسپین‌آف تحتِ عنوانِ شفز تیبل: پیتزا در ۷ سپتامبر ۲۰۲۲ منتشر شد.
| شم. کلی | شم. در فصل | سرآشپز          | رستوران                                                   | کارگردان       | تاریخ پخش اصلی |
| ------- | ---------- | --------------- | --------------------------------------------------------- | -------------- | -------------- |
| ۳۹      | ۱          | کریس بیانکو     | پیتزافروشی بیانکو در فینیکس، ایالات متحده آمریکا          | کِلی جتر        | ۷ سپتامبر ۲۰۲۲ |
| ۴۰      | ۲          | گابریله بونچی   | پیتزاریوم بونچی رم، ایتالیا                               | برایان مک‌گین   | ۷ سپتامبر ۲۰۲۲ |
| ۴۱      | ۳          | آن کیم          | پیتزافروشی لولا در مینیاپولیس، ایالات متحده آمریکا        | ضیا مَـندوی‌والا | ۷ سپتامبر ۲۰۲۲ |
| ۴۲      | ۴          | فرانکو پپه      | پپه این گرانی در کایاتسو، ایتالیا                         | برایان مک‌گین   | ۷ سپتامبر ۲۰۲۲ |
| ۴۳      | ۵          | یوشیهیرو ایمائی | مانک در کیوتو، ژاپن                                       | اَبیگیل فولر    | ۷ سپتامبر ۲۰۲۲ |
| ۴۴      | ۶          | سارا مینیک      | لاولیز فیفتی فیفتی در پورتلند، اورگن، ایالات متحده آمریکا | دَنی اومالی     | ۷ سپتامبر ۲۰۲۲ |